# 이천군 (1948년 선거구)
이천군은 대한민국의 옛 국회의원 선거구이다. 당시 경기도 이천군 지역을 관할했다.

## 역사
제헌 국회의원 선거를 앞두고 이천군 전 지역을 관할하는 선거구로 신설되었다.
제6대 국회의원 선거를 앞두고 광주군 선거구와 통합되면서 광주군·이천군 선거구를 이루게 됨에 따라 폐지되었다.

## 역대 국회의원
| 선거   | 정당 | 정당               | 의원   |
| ------ | ---- | ------------------ | ------ |
| 1948년 |      | 대한독립촉성국민회 | 송창식 |
| 1950년 |      | 무소속             | 이종성 |
| 1954년 |      | 자유당             | 김병철 |
| 1958년 |      | 자유당             | 이기붕 |
| 1960년 |      | 무소속             | 최하영 |
| 1961년 |      | 무소속             | 백두진 |

## 역대 선거 결과

### 대한민국 제헌 국회의원 선거
|  | 32.46% |

|  | 17.79% |

|  | 15.81% |

|  | 14.93% |

|  | 10.64% |

|  | 8.34% |

### 대한민국 제2대 국회의원 선거
|  | 19.47% |

|  | 18.72% |

|  | 18.01% |

|  | 15.83% |

|  | 6.16% |

|  | 5.80% |

|  | 5.44% |

|  | 3.99% |

|  | 2.91% |

|  | 2.17% |

|  | 1.45% |

|  | 0% |

### 대한민국 제3대 국회의원 선거
|  | 29.19% |

|  | 15.36% |

|  | 13.53% |

|  | 13.32% |

|  | 11.64% |

|  | 7.67% |

|  | 5.02% |

|  | 2.76% |

|  | 1.47% |

### 대한민국 제4대 국회의원 선거
| 대한민국 제4대 국회의원 선거경기도 이천군 |        |        |        |        |      |      |  |
|                                           |        |        |        |        |      |      |  |
| 후보                                      | 후보   | 정당   | 득표   | 득표율 | 당락 | 비고 |  |
|                                           | 이기붕 | 자유당 | 무투표 | 무투표 | 당선 |      |  |
| 합계                                      | 합계   | 합계   | 0표    |        |      |      |  |

### 대한민국 제5대 국회의원 선거
|  | 16.94% |

|  | 11.91% |

|  | 11.49% |

|  | 8.31% |

|  | 7.69% |

|  | 7.44% |

|  | 7.41% |

|  | 7.07% |

|  | 7.01% |

|  | 3.55% |

|  | 3.39% |

|  | 3.11% |

|  | 2.93% |

|  | 1.70% |

### 1961년 대한민국 재보궐선거
최하영 의원의 의원직 상실로 인해 치러진 1961년 대한민국 재보궐선거에서 무소속 백두진 후보가 당선되었다.